# Preciosíssimo sangue

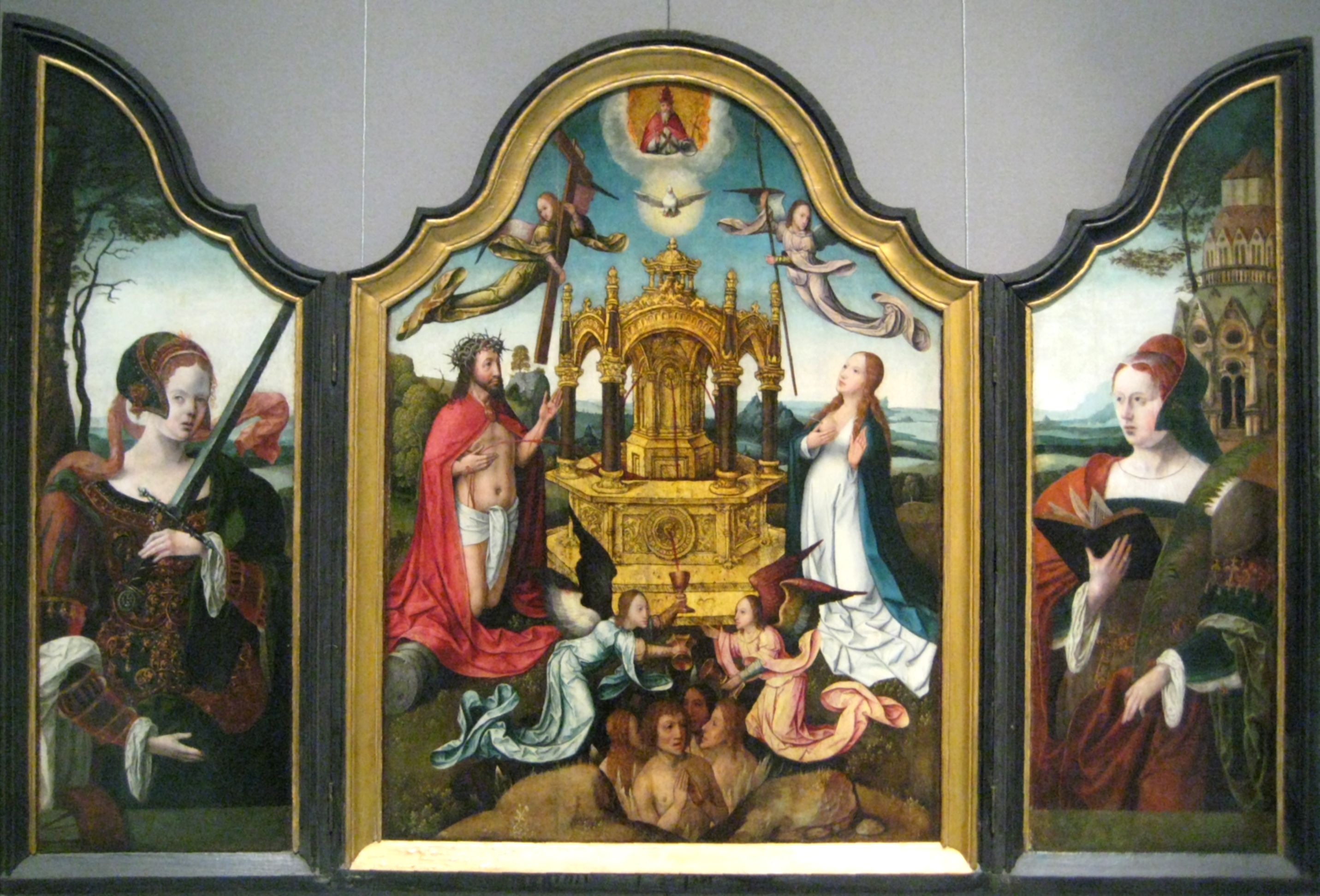
Tríptico do Sangue de Cristo.
Por Jean Bellegambe e seu ateliê.

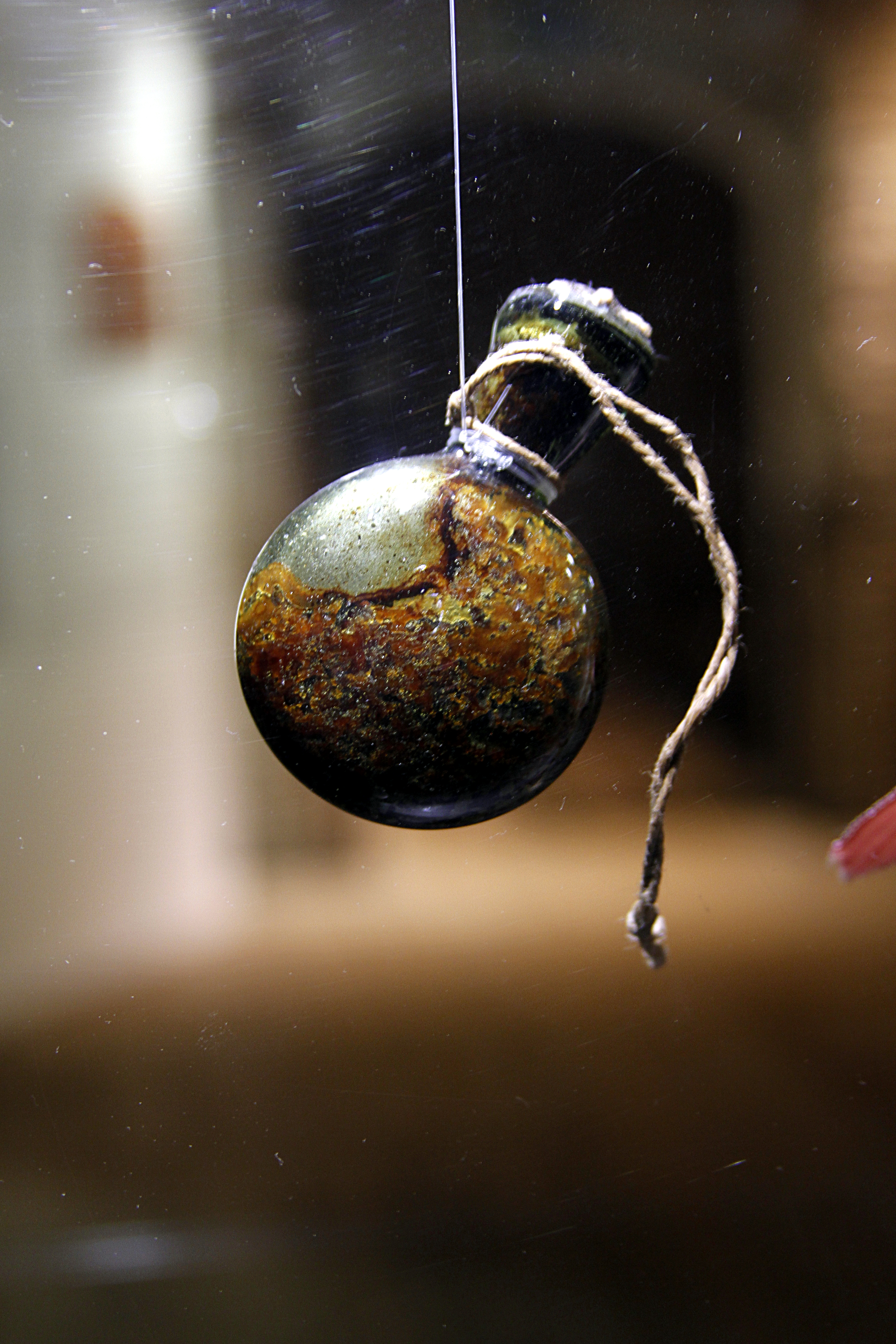
Relíquia do Preciosíssimo Sangue em Santa Maria della Scalla, Siena.

A devoção ao Preciosíssimo Sangue de Jesus remonta à Igreja nascente, sobretudo em referência ao sangue de Jesus derramado na cruz e também em alusão ao sangue de Cristo na Eucaristia. O mês de Julho é dedicado ao Preciosíssimo Sangue de Jesus na Igreja Católica. 
Foi, porém, no século XIX, que São Gaspar del Búfalo empreendeu grande campanha na propagação dessa devoção, cujo reconhecimento pela Sé Apostólica permitiu a composição da missa e ofício próprio por ordem do Papa Bento XIV. Por isso, até hoje São Gaspar é reconhecido pela Igreja Católica como o "Apóstolo do Preciosíssimo Sangue".
Devido a Papa Pio IX, a devoção foi estendida à toda Igreja e foi estabelecido o 1º de julho como o seu dia. Isso porque em 1848, ele foi expulso de Roma por forças revolucionárias e no ano seguinte, em 1849, invocando e dando graças pelo "sangue derramado por Jesus por amor aos homens de todos os tempos", os exércitos franceses permitiram-lhe voltar após um ataque que durou de 28 de Junho a 1 de Julho. Assim o Sumo Pontífice seguinte, São Pio X, criou esta festa, situando-a no dia em que o seu antecessor lhe foi possível voltar a Roma.